# پسر تمام‌آمریکایی
«پسر تمام آمریکایی» (انگلیسی: All-American Boy) ترانه‌ای از خواننده-ترانه‌پرداز آمریکایی استیو گرند است که در ۲ اوت ۲۰۱۳ میلادی به عنوان تک‌آهنگ آغازین گرند منتشر شد. موزیک ویدئو این ترانه در تاریخ ۲ ژوئیه ۲۰۱۳ در یوتیوب بارگذاری شد و بلافاصله وایرال شد. فقط هشت روز بعد، این ویدئو بیش از ۱٬۰۰۰٬۰۰۰ بازدید داشت.